# Larisa Iordache
Larisa Andreea Iordache (Bucarest, 19 giugno 1996) è una ginnasta rumena, medaglia di bronzo alle Olimpiadi di Londra 2012 e otto volte campionessa europea.

## Carriera Juniores

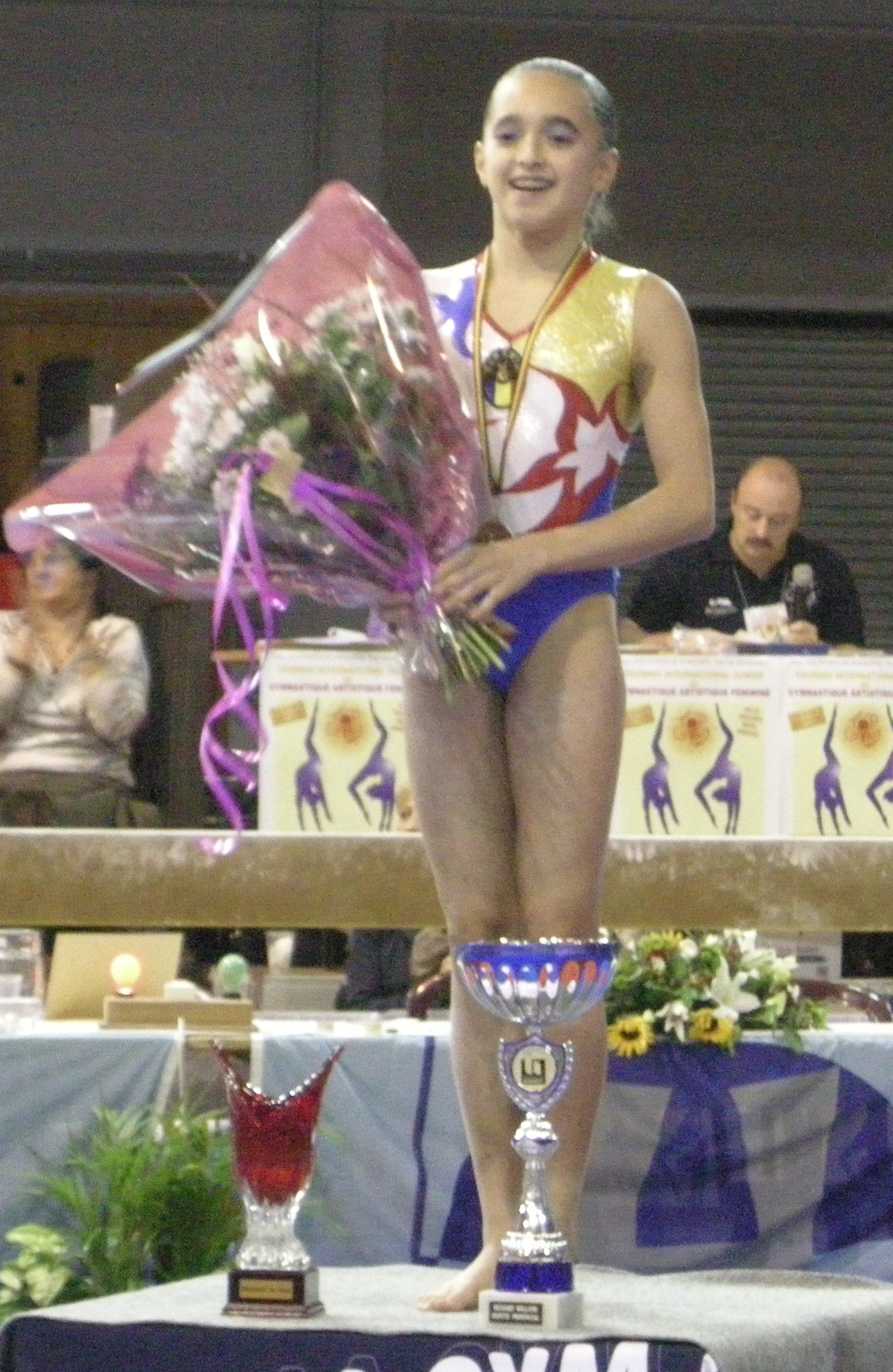
Larisa Iordache nel 2009 sul podio della competizione Top Gym

Larisa inizia a praticare ginnastica artistica con la CSS Dinamo Club di Bucarest all'età di quattro anni e mezzo. Nel 2008 entra a far parte della squadra rumena juniores, dove inizia ad allenarsi con Ramona Micu, Adela Popa, Cristian Moldovan e Lacramioara Moldovan. La sua carriera come ginnasta juniores è ricca di successi e medaglie internazionali: vince quattro medaglie ai Campionati Europei di Birmingham (un oro, due argenti e un bronzo) e sei medaglie alle Olimpiadi Europee Giovanili (tre ori e tre argenti).

### 2009-2010: Campionessa Europea Juniores
Nel 2009 vince il prestigioso trofeo Top Gym in Belgio. Vince inoltre la medaglia d'oro alla trave e il bronzo nel concorso a squadre; arriva settima alle parallele asimmetriche. La serie di successi internazionali continua con la partecipazione al Campionato Internazionale Rumeno, dove ottiene i punteggi più alti delle ginnaste senior sia alla trave sia al corpo libero.
L'anno successivo viene selezionata per partecipare ai Campionati Europei di Birmingham. Diventa campionessa europea al corpo libero insieme alla russa Anastasija Grišina, vince l'argento alla trave e nel concorso a squadre, il bronzo nel concorso individuale. Inoltre, arriva quarta al volteggio.

### 2011: Campionessa Olimpionica Europea Juniores
Nel 2011 vince il concorso generale individuale in diverse competizioni internazionali, come il Gym-Festival di Trnava (con 59.500 punti) e nell'incontro contro la Gran Bretagna (58.300 punti). Il successo più importante dell'anno lo ottiene partecipando alle EYOF, le Olimpiadi Giovanili. Qui, vince il concorso individuale e diventa campionessa alla trave e al corpo libero. Inoltre, vince la medaglia d'argento alle parallele asimmetriche, al volteggio e con la squadra rumena.

## Carriera Senior

### 2012: Successo ai Campionati Europei di Bruxelles
Nel marzo 2012, Larisa fa il suo debutto internazionale come seniores partecipando all'American Cup di New York. Arriva terza nel concorso generale individuale dietro Jordyn Wieber e Alexandra Raisman. Il mese seguente compete con alcune connazionali alla World Cup di Doha. Dopo una caduta alla trave durante le qualificazioni, compete solo alle parallele asimmetriche arrivando al quarto posto. In aprile prende parte a un'amichevole con la Francia e la Germania. Qui, esegue il suo nuovo corpo libero nel quale è compreso uno dei più difficili elementi del Codice dei Punteggi: il Silivas.
A maggio contribuisce a far vincere alla squadra rumena l'oro ai Campionati Europei di Bruxelles. Individualmente si qualifica per la finale al corpo libero, alla trave e alle parallele asimmetriche. Larisa e Anastasija Grišina sono le uniche due ginnaste ad essersi qualificate per tre finali ad attrezzo. Si ritira dalla finale alle parallele asimmetriche, vince l'oro al corpo libero e l'argento alla trave, dietro alla connazionale e medaglia d'oro ad Atene 2004 Cătălina Ponor.

#### Olimpiadi di Londra
Insieme alle connazionali Diana Bulimar, Diana Chelaru, Sandra Izbașa e Cătălina Ponor entra a far parte della squadra olimpica che parteciperà ai Giochi della XXX Olimpiade.
Il 29 luglio, con la giornata di qualificazione femminile, inizia la sua avventura olimpica. Compete in tutti e quattro gli attrezzi e contribuisce a far qualificare la squadra rumena al quarto posto, con un complessivo di 176.264, dietro la Cina terza classificata di qualche decimo (176.637). Individualmente, a causa di un problema al piede, svolge dei discreti esercizi in tutti e quattro gli attrezzi: 15.100 al volteggio, 14.100 alla trave, 14.800 alle parallele asimmetriche e 13.800 al corpo libero, a causa di una caduta. Si qualifica per il concorso individuale al nono posto.
Il 31 luglio compete a volteggio e corpo libero per la finale a squadre. Con degli altissimi punteggi, 15.100 al volteggio e 15.200 al corpo libero, vince il bronzo insieme alla squadra rumena, che è presente sul podio olimpico dalle Olimpiadi di Montréal 1976.

### 2013: Campionati Europei di Mosca e bronzo mondiale
Larisa viene iscritta per quattro tappe di World Cup: l'American Cup, la Roche-sur-Yon World Cup, la Cottbus World Cub (con la compagna di squadra Diana Bulimar) e la Doha World Cup. Non partecipa alle prime tre competizioni a causa di un infortunio. A Doha vince l'oro alla trave e l'argento al corpo libero.
Viene scelta, insieme a Diana Bulimar, per rappresentare la Romania ai Campionati Europei di Mosca. Larisa è considerata come una delle favorite per vincere il concorso generale individuale, infatti riesce a qualificarsi col primo punteggio. Tuttavia arriva seconda in finale, dietro alla russa Alija Mustafina che la rimonta durante l'ultima rotazione alle parallele. Vince altre due medaglie d'argento: al volteggio, insieme all'olandese Noël van Klaveren e al corpo libero. Diventa campionessa europea a trave.
Partecipa, nel mese di settembre, ai Campionati Nazionali dove vince il titolo all-around. Diviene, inoltre, campionessa nazionale a trave, parallele e vice-campionessa al corpo libero, dietro Sandra Izbasa.
Viene scelta per rappresentare la sua nazione ai Campionati Mondiali di Anversa, dal 30 settembre al 6 ottobre. Durante le qualificazioni svolge un buon salto al volteggio (14.933), una buonissima trave (15.266), un buon corpo libero (14.333), ma commette un grave errore alle parallele (13.166). Riesce a qualificarsi per il concorso individuale al quarto posto, per la finale a trave al primo posto e per quella a corpo libero al terzo posto.
Durante il concorso individuale Larisa svolge dei buoni esercizi al volteggio (15.033), alle parallele (14.200), un'inaspettata caduta dalla trave non la fa andare oltre un 13.700 e compromette la gara. Infine, nonostante un buon corpo libero (14.700) non riesce a vincere nessuna medaglia e finisce al quarto posto come nei preliminari.
Durante la finale a trave cade ancora una volta e non riesce a diventare campionessa mondiale di specialità fermandosi al settimo posto con 13.933; dopo questa delusione, riesce a vincere un bronzo al corpo libero con un punteggio di 14.600, dietro all'italiana Vanessa Ferrari di 33 millesimi e alla statunitense Simone Biles di quattro decimi.

### 2014: Campionati Europei di Sofia e Campionati Mondiali di Nanning

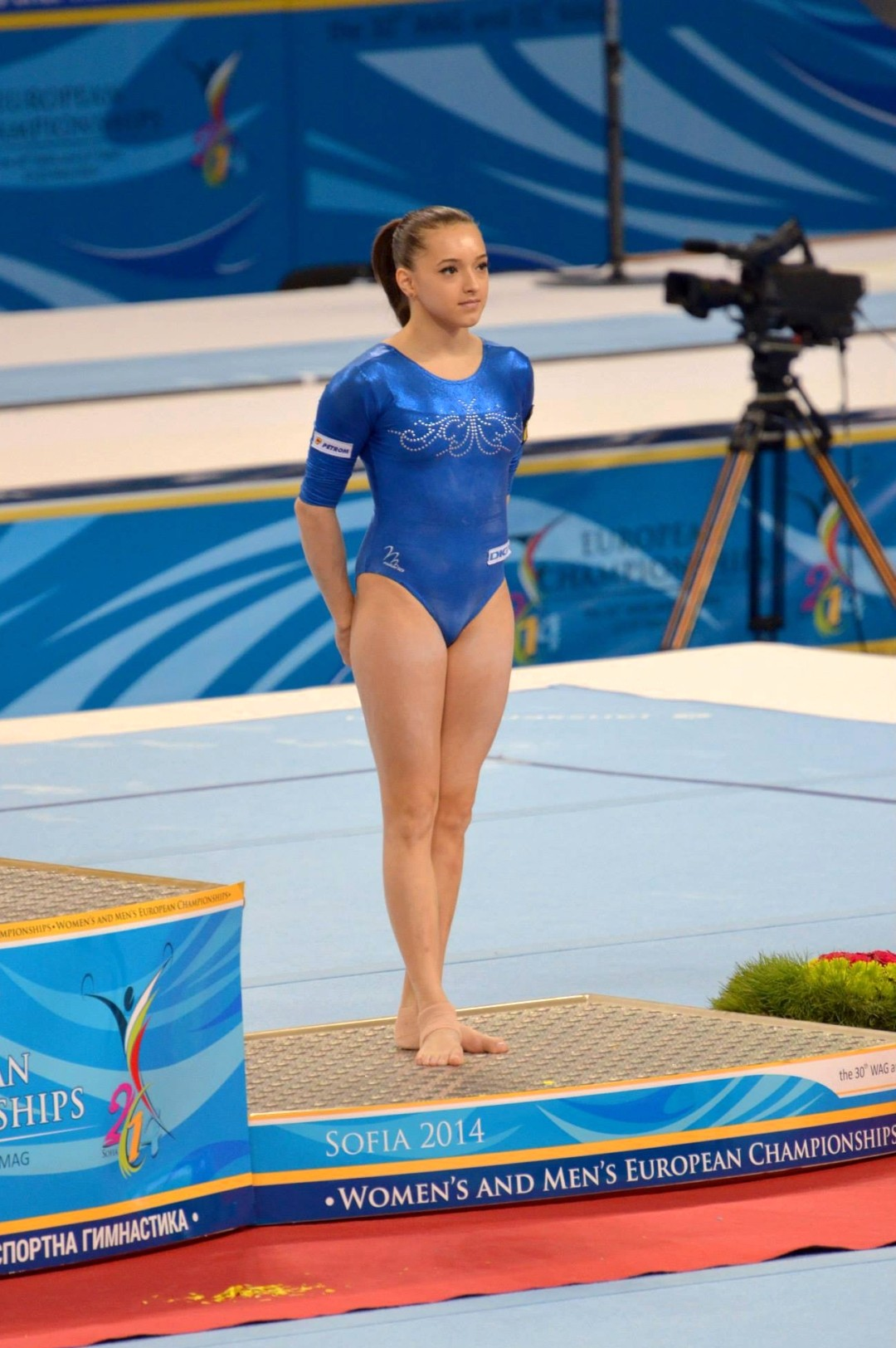
Iordache agli Europei di Sofia 2014

Partecipa ai Campionati Europei di Sofia, dove è l'unica a qualificarsi per tutte le finali di specialità e l'unica ad aver vinto due medaglie d'oro. Nella finale a squadre vince la medaglia d'oro insieme alla Romania. Nelle finali di specialità conquista la medaglia di bronzo al volteggio (14.533), d'argento alla trave (14.800) e la medaglia d'oro al corpo libero, a pari merito con Vanessa Ferrari (14.800). Avendo vinto quattro medaglie, è la ginnasta più decorata della competizione.
In ottobre viene selezionata per partecipare ai Campionati Mondiali di Nanning, in Cina. Con 59.765 punti, arriva seconda nel concorso individuale, dietro solo a Simone Biles (60.231). Nelle finali di specialità vince la medaglia d'argento al corpo libero (14.800) e, a causa di una caduta, arriva quinta alla trave. Con la squadra rumena si posiziona al quarto posto.
Viene invitata, insieme a Marius Berbecar, al Memorial Arthur Gander del 29 ottobre. Con un errore nell'ultima diagonale al corpo libero (13.500), si posiziona al secondo posto a soli due decimi dalla vincitrice Dar'ja Spiridonova. A fine anno Iordache partecipa alle Coppe del Mondo di Stoccarda e di Glasgow. A Stoccarda vince il titolo individuale (59.766) davanti a Jessica López e Kim Bui. Ottiene il punteggio più elevato in ogni evento a eccezione delle parallele asimmetriche. A Glasgow Iordache realizza il punteggio più alto in ogni evento guadagnando l'oro individuale con 59.232 punti, con quasi tre punti di vantaggio sulla seconda classificata Elsabeth Black.

### 2015: Campionati Mondiali di Glasgow
Iordache avrebbe dovuto partecipare alla Coppa del Mondo di Doha e di Cottbus, ma è stata estromessa da un infortunio alla caviglia. In seguito manca anche i Campionati Europei di Montpellier, mentre gli esami scolastici le impediscono di partecipare ai I Giochi europei di Baku.
Torna a competere il 12 settembre in occasione dell'incontro amichevole con la Francia, vincendo l'oro individuale con il punteggio complessivo 58.150 e contribuendo alla vittoria della squadra rumena. Il 24 settembre viene convocata nella selezione che parteciperà ai Campionati Mondiali di Glasgow, insieme a Cătălina Ponor, Diana Bulimar, Laura Jurca, Ana Maria Ocolişan, e Silvia Zarzu. La prestazione della nazionale rumena ai Mondiali, che nel frattempo ha perso Ponor che si è dovuta sottoporre a un intervento chirurgico, è disastrosa. Alle qualificazioni Iordache ottiene un deludente punteggio individuale (55.698) dopo avere compromesso l'esercizio al corpo libero ed essere caduta alle parallele asimmetriche e alla trave. La squadra rumena termina al tredicesimo posto, non riuscendo a qualificarsi per le Olimpiadi di Rio de Janeiro 2016. Iordache termina le qualificazioni per la gara individuale al sedicesimo posto, ma in finale si riprende, vincendo la medaglia di bronzo col punteggio 59.107 dietro Gabrielle Douglas e Simone Biles.
Dopo i campionati mondiali Iordache prende parte al Memorial Arthur Gander, vincendo l'oro individuale davanti alla tedesca Pauline Schäfer e a Diana Bulimar.

### Infortunio nel 2016
Nel mese di marzo, Larisa Iordache si frattura in allenamento un dito della mano ed è costretta a sottoporsi a un intervento chirurgico. È costretta a saltare il Test Event olimpico di Aprile, e la Romania non riesce a qualificare una squadra completa alle Olimpiadi. Sebbene sia ritornata a competere in diverse occasioni, inclusi due incontri amichevoli e i campionati nazionali rumeni dove ha vinto il suo quarto titolo individuale consecutivo, la mancanza di preparazione derivante dall'infortunio le è costata il posto alle Olimpiadi di Rio de Janeiro 2016. Si è comunque recata a Rio come sostituta di Cătălina Ponor, che ha ricevuto anche l'onore di essere la portabandiera della Romania.
Dopo i Giochi olimpici Iordache conferma la sua volontà di continuare, con l'intenzione di prepararsi per gli Europei casalinghi di Cluj-Napoca 2017.

### 2017: l'infortunio al tendine
A marzo Iordache torna a gareggiare in occasione della Sainté Gym Cup di Saint-Étienne, vincendo l'oro alle parallele asimmetriche (13.850) e la medaglia d'argento alla trave (12.050).
Ad aprile partecipa ai campionati europei classificandosi terza alla trave, dopo aver acceduto alla finale in prima posizione.
Viene convocata per i Campionati del mondo di Montreal ma, durante il riscaldamento, si infortuna il tendine d'achille e deve rinunciare a gareggiare.
L'infortunio le impedisce di allenarsi per tutto l'anno seguente.

### 2019
Nel 2019 ritorna ad allenarsi a pieno ritmo, ma non prende parte a nessuna competizione.

### 2020: il ritorno
A novembre partecipa ai Campionati nazionali, la sua prima gara dopo i Mondiali di Montreal 2017. Nel concorso individuale termina al quarto posto.
A dicembre viene convocata per i Campionati europei di Mersin, durante i quali vince due ori (trave e corpo libero) e due argenti (squadra e volteggio).

### 2021: Olimpiadi di Tokyo
Pochi giorni prima delle Olimpiadi viene reso noto che Iordache avrebbe gareggiato solo alla trave, a causa di un infortunio.
Il 25 luglio gareggia nelle Qualificazioni, classificandosi al terzo posto per la finale alla trave; eseguendo l'uscita tuttavia si infortuna la caviglia, ma resta comunque a Tokyo sperando di riprendersi in tempo per la finale.
Il 3 agosto si ritira ufficialmente dalla finale alla trave.